# A Pillow of Winds
Pistes de Meddle
One of These Days Fearless
A Pillow of Winds est la deuxième chanson de l'album Meddle de Pink Floyd, sorti en 1971. Il s'agit d'un morceau calme de guitare acoustique. Le guitariste David Gilmour a composé la musique, et Roger Waters a écrit les paroles.
D'après Nick Mason, le titre de la chanson provient d'une main du jeu de mah-jong, dont les membres du groupe étaient férus.

## Caractéristiques artistiques
Le guitariste David Gilmour a composé la séquence d'accords en utilisant un accord d'open tuning de Mi ( EBEG#BE ), a joué une série d'arpèges, a composé la mélodie et peut-être une partie des paroles (avec Roger Waters). Cette chanson comporte également un travail de guitare slide par Gilmour, ainsi qu'une basse sans frettes, jouée par Waters. La chanson commence et se termine dans la tonalité de Mi majeur, avec une section centrale plus sombre (suivant les paroles, "and the candle dies") dans la tonalité parallèle de Mi mineur. Les accords de Mi majeur et de Mi mineur comportent tous deux la neuvième. Pendant la majeure partie du morceau, la ligne de basse reste sur Mi créant un bourdon. Dans l'interlude instrumental, cependant, les accords changent complètement pour devenir des accords de la mineur et de si mineur, laissant le bourdon de basse en mi pendant un certain temps avant de revenir à mi majeur.
Selon Nick Mason, le titre de la chanson fait allusion au jeu du mahjong, avec lequel le groupe s'était pris d'affection en tournée.

## Fiche technique

### Version
| 2. | A Pillow of Winds (Pink Floyd) | 1971 | 5 min 12 s |

### Interprètes originaux
A Pillow of Winds est écrite par David Gilmour et Roger Waters et interprétée par :
- David Gilmour : chant, guitares acoustiques et guitare électrique lead ;
- Nick Mason : batterie ;
- Roger Waters : basse et guitare acoustique ;
- Richard Wright : orgue et vibraphone.

### Équipe de production
- Pink Floyd : production ;
- Rob Black : ingénieur du son (studios Morgan) ;
- Roger Quested : assistant ingénieur du son (studios Morgan) ;
- Peter Bown : ingénieur du son (studios AIR) ;
- John Leckie : assistant ingénieur du son (studios Air et EMI) ;
- James Guthrie : remastering ;
- Doug Sax : remastering.